# Hässleholms köping
Hässleholms köping var en tidigare kommun i Kristianstads län. 

## Administrativ historik
Hässleholms köping bildades 1901 genom en utbrytning ur Stoby och Vankiva landskommuner, där Hässleholms municipalsamhälle inrättats 22 januari 1887. 1914 ombildades köpingen till Hässleholms stad.
Köpingens församling var Stoby församling och Vankiva församling till 1910 då Hässleholms församling bildades ur dessa två församlingar.